# Jerónimo Rodríguez de Valderas
Fray Jerónimo Rodríguez de Valderas (Ciudad Rodrigo, Salamanca, 25 de mayo de 1592-Baeza, Jaén, 17 de marzo de 1671) religioso español que fue nombrado obispo de las diócesis de Badajoz y Jaén. 
Ingresó en la Orden de la Merced, en el convento de Valladolid en 1606, obteniendo durante su periodo de formación los grados de lector en teología y lector en filosofía.
A los 28 años fue nombrado provincial de la orden para la Provincia de Castilla, pasando a residir en el convento de Madrid. En 1662 fue nombrado obispo de Badajoz, y en 1668 obispo de Jaén. La muerte le sorprendió en la ciudad de Baeza donde había acudido a solucionar unos litigios relacionados con la diócesis. Pidió ser enterrado en la capilla de San Pedro Pascual de la Catedral de Jaén, actual capilla de La Virgen de las Angustias, en la que aún se encuentran sus restos.
Dejó escritas más de 300 cartas espirituales, Vida del venerable P. Falconi y el Compendio de todas las constituciones y todas las actas de la Orden confirmadas por la Santa Sede.
| Predecesor: Gabriel de Esparza      | Obispo de Badajoz 1662-1668 | Sucesor: Francisco de Rois y Mendoza         |
| Predecesor: Antonio de Piña Hermosa | Obispo de Jaén 1668-1671    | Sucesor: Antonio Fernández de Campo y Angulo |